# Liste der Baudenkmale in Rehna
In der Liste der Baudenkmale in Rehna sind alle denkmalgeschützten Bauten der mecklenburgischen Gemeinde Rehna und ihrer Ortsteile aufgelistet. Grundlage ist die Veröffentlichung der Denkmalliste des Kreises Nordwestmecklenburg mit dem Stand vom 16. September 2020.

## Baudenkmale nach Ortsteilen

### Rehna
| ID   | Lage                        | Bezeichnung                                                                                                 | Beschreibung | Bild |
| ---- | --------------------------- | --- | ------------ | --- |
| 1104 |                             | Ehrenmal antifaschistischer Widerstand m. Grabstätte von Friedrich Dreyer, Einfriedung Grabstätte Voß/Meyer |              | |
| 1104 | (Karte)                     | Friedhof |              | |
| 1136 | (Karte)                     | Kirche |              | Weitere Bilder                                                                                            |
| 1090 | (Karte)                     | Bahnhof mit Empfangsgebäude und Güterboden Nebengebäude (Wohnhaus & Toilettenhaus) u. zwei Weichensteller   |              | Bahnhof mit Empfangsgebäude und Güterboden Nebengebäude (Wohnhaus & Toilettenhaus) u. zwei Weichensteller |
| 1091 | Bülower Straße 1 (Karte)    | Wohnhaus |              | Wohnhaus                                                                                                  |
| 1092 | Bülower Straße 2            | Wohnhaus |              | |
| 1093 | Bülower Straße 3 (Karte)    | Wohnhaus |              | Wohnhaus                                                                                                  |
| 1094 | Bülower Straße 5 (Karte)    | Wohnhaus |              | Wohnhaus                                                                                                  |
| 1096 | Bülower Straße 7 (Karte)    | Wohnhaus |              | Wohnhaus                                                                                                  |
| 1099 | Bülower Straße 16 (Karte)   | Wohnhaus |              | Wohnhaus                                                                                                  |
| 1100 | Bülower Straße 20 (Karte)   | Wohnhaus |              | Wohnhaus                                                                                                  |
| 1101 | Bülower Straße 22 (Karte)   | Wohnhaus |              | |
| 1102 | Freiheitsplatz 2 (Karte)    | ehem. Probsteigebäude                                                                                       |              | ehem. Probsteigebäude                                                                                     |
| 1103 | Freiheitsplatz 3 (Karte)    | Sparkasse                                                                                                   |              | Sparkasse                                                                                                 |
| 1107 | Friedrich-Dreyer-Straße 2   | Wohnhaus |              | |
| 1117 | Gletzower Straße 15 (Karte) | Wohnhaus |              | Weitere Bilder                                                                                            |
| 1118 | Gletzower Straße 17 (Karte) | Wohnhaus |              | Wohnhaus                                                                                                  |
| 1122 | Gletzower Straße 24 (Karte) | Wohnhaus |              | |
| 1123 | Gletzower Straße 26 (Karte) | Wohnhaus |              | Wohnhaus                                                                                                  |
| 1124 | Gletzower Straße 40 (Karte) | Wohnhaus |              | |
| 1126 | Goethestraße                | Gedenkstein zur Vollgenossenschaft                                                                          |              | |
| 1127 | Goethestraße                | Denkmal vom 18.10.1813                                                                                      |              | |
| 1125 | Goethestraße 21             | Wohnhaus |              | |
| 1132 | Hinterstraße 30, 32 (Karte) | Wohnhaus |              | Wohnhaus                                                                                                  |
| 1134 | Hinterstraße 36 (Karte)     | Wohnhaus |              | Wohnhaus                                                                                                  |
| 1135 | Hinterstraße 38 (Karte)     | Wohnhaus |              | Wohnhaus                                                                                                  |
| 1139 | Krugstraße 15 (Karte)       | Wohnhaus |              | Wohnhaus                                                                                                  |
| 1140 | Krugstraße 20 (Karte)       | Wohnhaus |              | Wohnhaus                                                                                                  |
| 1142 | Markt 1 (Karte)             | Wohnhaus |              | Wohnhaus                                                                                                  |
| 1143 | Markt 2 (Karte)             | Wohnhaus |              | |
| 1144 | Markt 3 (Karte)             | Wohnhaus |              | Wohnhaus                                                                                                  |
| 1145 | Markt 5 (Karte)             | Wohnhaus |              | |
| 1146 | Markt 6 (Karte)             | Wohnhaus |              | Wohnhaus                                                                                                  |
| 1147 | Markt 7 (Karte)             | Wohnhaus |              | |
| 1148 | Markt 12, 13 (Karte)        | Wohnhaus |              | Wohnhaus                                                                                                  |
| 1557 | Markt 19 (Karte)            | Wohn- und Geschäftshaus                                                                                     |              | |
| 1150 | Markt 21 (Karte)            | Wohnhaus |              | |
| 1151 | Mühlenstraße 1 (Karte)      | Rathaus |              | Rathaus                                                                                                   |
| 1152 | Mühlenstraße 2 (Karte)      | Wohnhaus |              | |
| 1571 | Mühlenstraße 8 (Karte)      | Wohnhaus |              | |
| 1155 | Mühlenstraße 9 (Karte)      | Wohnhaus |              | |
| 1572 | Mühlenstraße 10 (Karte)     | Wohnhaus |              | |
| 1534 | Mühlenstraße 11 (Karte)     | 2 Pfarrhäuser                                                                                               |              | 2 Pfarrhäuser                                                                                             |
| 1553 | Mühlenstraße 12 (Karte)     | Wohnhaus |              | Wohnhaus                                                                                                  |
| 1535 | Mühlenstraße 13 (Karte)     | Pfarrhaus                                                                                                   |              | |
| 1156 | Mühlenstraße 16 (Karte)     | Wohnhaus |              | Wohnhaus                                                                                                  |
| 1157 | Mühlenstraße 18 (Karte)     | Wohnhaus |              | |
| 1158 | Mühlenstraße 22 (Karte)     | Wohnhaus |              | |
| 1159 | Mühlenstraße 23 (Karte)     | Wohnhaus |              | |
| 1160 | Mühlenstraße 24 (Karte)     | Wohnhaus |              | |
| 1161 | Mühlenstraße 25 (Karte)     | Wohnhaus |              | |
| 1163 | Mühlenstraße 30 (Karte)     | Wohnhaus |              | |
| 1165 | Mühlenstraße 32 (Karte)     | Wohnhaus |              | |
| 1166 | Mühlenstraße 33 (Karte)     | Wohnhaus |              | |
| 1167 | Mühlenstraße 38 (Karte)     | Wohnhaus |              | |
| 1169 | Nebenstraße nach Benzin     | großes Gedenkkreuz an den Zweiten Weltkrieg                                                                 |              | |
| 1172 | Neuer Steinweg 17           | Wohnhaus |              | |
|      | Puschkinplatz               | Friedhof |              | |
| 1173 | Puschkinplatz 6             | Wohnhaus |              | |
| 1174 | Puschkinplatz 7             | Wohnhaus |              | |
| 1175 | Puschkinplatz 8             | Wohnhaus |              | |
| 1180 | Schustergasse 10            | Wohnhaus |              | |
| 1177 | Schustergasse 3             | Wohnhaus |              | |
| 1173 | Schustergasse 6             | Wohnhaus |              | |
| 1179 | Schustergasse 8             | Wohnhaus |              | |
| 1558 | Schweriner Straße 2 (Karte) | Post |              | Post |
| 1181 | Vor dem Mühlentor 5, 7      | Wohnhaus |              | |
| 1168 | Mühlentor 1a (Karte)        | Wassermühle m. Turbine Transmissionsanlage u. Sauggasmotor                                                  |              | |

### Brützkow
| ID  | Lage               | Bezeichnung                      | Beschreibung | Bild |
| --- | ------------------ | -------------------------------- | ------------ | ---- |
| 132 | Wedendorfer Straße | Scheune                          |              |      |
| 133 | Wiesenweg 1        | Hof 7 Bauernhof mit Nebengebäude |              |      |

### Brützkow-Krimm
| ID  | Lage                     | Bezeichnung | Beschreibung | Bild |
| --- | ------------------------ | ----------- | ------------ | ---- |
| 134 | Straße nach Othenstorf 1 | Bauernhaus  |              |      |

### Gletzow
| ID  | Lage          | Bezeichnung                                | Beschreibung | Bild |
| --- | ------------- | ------------------------------------------ | ------------ | ---- |
| 458 | Dorfstraße 1  | ehem. Bauernhaus (Hallenhaus)              |              |      |
| 461 | Dorfstraße 10 | ehem. Bauernhaus (Hallenhaus)              |              |      |
| 462 | Dorfstraße 11 | ehem. Bauernhaus (Hallenhaus)              |              |      |
| 460 | Dorfstraße 18 | ehem. Bauernhaus (Hallenhaus)              |              |      |
| 459 | Dorfstraße 7  | ehem. Schule ehem. Bauernhaus (Hallenhaus) |              |      |

### Löwitz
| ID  | Lage        | Bezeichnung | Beschreibung | Bild     |
| --- | ----------- | ----------- | --- | -------- |
| 876 | Dorfplatz 3 | Gutshaus    | Gutshaus Löwitz war ein tudorgotischer, 2-gesch., 13-achs. Putzbau von 1856 nach Plänen von Georg Daniel mit Mittelrisalit, Sockelgeschoss und zwei Seitentürmchen, Gebäude heute (2015) sehr stark verfallen, Gut u. a. der Familien von Pentz (1803), Joachim Heinerich Koch und Erben (1855 bis 1919), von Soden und von Forstner (bis 1945). | Gutshaus |

### Löwitz-Mühle
| ID | Lage | Bezeichnung | Beschreibung | Bild |
| -- | ---- | ----------- | ------------ | ---- |
|    |      | Bauernhaus  |              |      |

### Nesow-Hof
| ID  | Lage           | Bezeichnung | Beschreibung                                                       | Bild |
| --- | -------------- | ----------- | ------------------------------------------------------------------ | ---- |
| 960 | Hauptstraße 34 | Gutshaus    | 1-gesch., 9-achs., sanierter Klinkerbau mit 2-gesch. Zwerchgiebel. |      |

### Nesow-Dorf
| ID  | Lage          | Bezeichnung  | Beschreibung | Bild |
| --- | ------------- | ------------ | ------------ | ---- |
| 961 | Dorfstraße 16 | ehem. Schule |              |      |
| 962 | Dorfstraße 8  | Bauernhaus   |              |      |

### Nesow-Kalkberg
| ID  | Lage       | Bezeichnung   | Beschreibung | Bild |
| --- | ---------- | ------------- | ------------ | ---- |
| 963 |            | Denkmal Bülow |              |      |
| 964 | Kalkberg 3 | Büdnerei      |              |      |

### Othenstorf
| ID   | Lage              | Bezeichnung | Beschreibung | Bild |
| ---- | ----------------- | ----------- | --- | ---- |
| 1034 | Zum weißen Haus 1 | Gutsanlage  | 1-gesch., 11-achs. Putzbau mit 2-gesch. Zwerchgiebel und Walmdach, heute (2015) Ferienwohnhaus, Gut u. a. der Familie Diestel (1922–1945). |      |

### Törber
| ID   | Lage        | Bezeichnung | Beschreibung | Bild |
| ---- | ----------- | ----------- | ------------ | ---- |
| 1414 | Dorfplatz 1 | Büdnerei    |              |      |

### Vitense
| ID   | Lage          | Bezeichnung             | Beschreibung | Bild |
| ---- | ------------- | ----------------------- | ------------ | ---- |
| 1437 | Dorfplatz     | Angerdorf m. 6 Scheunen |              |      |
| 1438 | Rehnaer Str 5 | ehem. Stellmacherei     |              |      |

### Vitense-Ausbau-Ost
| ID   | Lage         | Bezeichnung | Beschreibung | Bild |
| ---- | ------------ | ----------- | ------------ | ---- |
| 1439 | Ausbau-Ost 2 | Bauernhaus  |              |      |

### Vitense-Muusbeerkaten
| ID   | Lage | Bezeichnung             | Beschreibung | Bild |
| ---- | ---- | ----------------------- | ------------ | ---- |
| 1440 | 5    | Wohnhaus m. Ziehbrunnen |              |      |

### Vitense-Parber
| ID   | Lage                | Bezeichnung | Beschreibung | Bild |
| ---- | ------------------- | ----------- | ------------ | ---- |
| 1441 | Dorfstraße Parber 6 | Gutshaus    |              |      |

## Ehemalige Denkmale

### Rehna
| ID   | Lage                | Bezeichnung | Beschreibung | Bild |
| ---- | ------------------- | ----------- | ------------ | ---- |
| 1095 | Bülower Straße 6    | Wohnhaus    |              |      |
| 1097 | Bülower Straße 8    | Wohnhaus    |              |      |
| 1098 | Bülower Straße 14   | Wohnhaus    |              |      |
| 1114 | Gletzower Straße 6  | Wohnhaus    |              |      |
| 1116 | Gletzower Straße 10 | Wohnhaus    |              |      |
| 1119 | Gletzower Straße 18 | Wohnhaus    |              |      |
| 1120 | Gletzower Straße 19 | Wohnhaus    |              |      |
| 1121 | Gletzower Straße 21 | Wohnhaus    |              |      |
| 1128 | Hinterstraße 19     | Wohnhaus    |              |      |
| 1129 | Hinterstraße 20     | Wohnhaus    |              |      |
| 1130 | Hinterstraße 21     | Wohnhaus    |              |      |
| 1131 | Hinterstraße 28     | Wohnhaus    |              |      |
| 1133 | Hinterstraße 34     | Wohnhaus    |              |      |
| 1556 | Krugstraße 7        | Wohnhaus    |              |      |
| 1137 | Krugstraße 9        | Wohnhaus    |              |      |
| 1141 | Krugstraße 22, 24   | Wohnhaus    |              |      |
| 1149 | Markt 14            | Wohnhaus    |              |      |
| 1153 | Mühlenstraße 4      | Wohnhaus    |              |      |
| 1164 | Mühlenstraße 31     | Wohnhaus    |              |      |
| 1170 | Neuer Steinweg 11   | Wohnhaus    |              |      |
| 1171 | Neuer Steinweg 13   | Wohnhaus    |              |      |

### Brützkow
| ID  | Lage               | Bezeichnung | Beschreibung | Bild |
| --- | ------------------ | ----------- | ------------ | ---- |
| 131 | Wedendorfer Straße | Bauernhaus  |              |      |

## Quelle
- Denkmalliste des Landkreises Nordwestmecklenburg (Stand: 9. November 2023; PDF, 1,2 MByte)